# Monochirus
A Monochirus a csontos halak (Osteichthyes) főosztályának a sugarasúszójú halak (Actinopterygii) osztályába, ezen belül a lepényhalalakúak (Pleuronectiformes) rendjébe és a nyelvhalfélék (Soleidae) családjába tartozó nem.

## Rendszerezésük
A nembe az alábbi 2 faj tartozik:
- Monochirus hispidus Rafinesque, 1814
- Monochirus trichodactylus (Linnaeus, 1758)